# 担税力
担税力（たんぜいりょく、Ability To Pay；Taxability；Taxpaying Ability；Leistungsfähigkeit）または担税能力（たんぜいのうりょく）は、租税を負担する能力。租税公平主義や応能説における基本的な要素となる。

## 指標
担税力の指標には次の3つが挙げられる。担税力に即した租税制度のためには、これらの指標の間でバランスの取れた適正な税制を構築することが必要となる。
所得
所得はフローにあたり、担税力の尺度としては最も優れた指標である。
所得税においては、累進課税の適用が可能であるのみならず、人的控除を認めることによる個人の担税力を斟酌することが可能であり、負の所得税の制度を通じて最低限所得保障を図ることが可能である。さらに、富の再分配や社会保障の充実といった機能を発揮することも出来る。ただし、所得の捕捉を完全に行うことは不可能であり、所得の捕捉率の格差などの問題がある。
財産（資産）
財産はストックにあたり、過去の所得の蓄積である。
財産は実際に存在する資産が課税の対象となるため、所得の捕捉に関する弱点には対応できうるが、その価値評価の困難であることや、納税時に換金する必要があるという弱点が存在する。
消費
消費税において生活必需品を含めて課税すれば税負担が逆進的となり、奢侈品や贅沢品に限定して課税（奢侈税）すれば十分な税収が期待できず、その区別も困難となる。そのため、消費は担税力の尺度としては逆進的になりやすく、最も劣った指標である。